# Ryszard Szurkowski
Ryszard Jan Szurkowski, né le 12 janvier 1946 à Świebodów et mort le 1er février 2021 à Radom, est un coureur cycliste polonais.

## Biographie
Neuf fois premier du classement des coureurs cyclistes polonais entre 1969 et 1982, Ryszard Szurkowski est un rouleur efficace d'un 1,80 mètre pour 77 kg.
Il triomphe dans de nombreuses épreuves disputées en France, dont le Circuit de la Sarthe, et le Tour du Limousin 1974, où il remporte également les sixième et septième étapes.
Le 10 juin 2018, Ryszard Szurkowski est victime d'un accident lors d'une course à Cologne, la Rund um Köln, qui regroupe des vétérans par catégorie d'âge, et des amateurs. Cet accident le laisse paralysé.

### Vie privée
Ryszard Szurkowski s'est marié trois fois. 
Il a d'abord épousé Ewa Kukuła, mais le couple a divorcé après quelques années. De cette union est né un fils, Norbert. Ce fils, Norbert Szurkowski, est mort dans l'attaque contre le World Trade Center de New York, où il habitait avec sa femme Ursula. Le couple a eu deux enfants, Aleksandra et Klaudia, cette dernière étant née après le décès de son père.
Ryszard Szurkowski a ensuite épousé Izabela Gumowska. De cette union est né un fils, Wiktor. Le couple a depuis divorcé.
Ryszard Szurkowski s'est marié une troisième fois, avec Iwona Arkuszewska, de 27 ans sa cadette.

## Palmarès
- 1968
  -  Champion de Pologne de cyclo-cross
  - Coupe de Karkonosze
  - 2e du championnat de Pologne de la montagne
- 1969
  -  Champion de Pologne sur route
  - Circuit de la Sarthe
  - 2e étape de la Course de la Paix
  - 7e et 8e étapes du Tour de Pologne
  - Coupe de Karkonosze
  - 2e de la Course de la Paix
  - 2e du Dookoła Mazowsza
  - 3e du Tour de Pologne
- 1970
  - Champion de Scandinavie du contre-la-montre par équipes
  - 3e et 7e étapes du Tour d'Algérie
  - 2eb étape du Circuit de la Sarthe
  - Course de la Paix :
    - Classement général
    - 1re, 3e et 5e étapes

  - 3e étape du Tour d'Écosse
  - 2e du Circuit de la Sarthe
- 1971
  - 4e et 7e étapes du Tour d'Algérie
  - Grand Prix d'Annaba
  - Course de la Paix :
    - Classement général
    - 8ea (contre-la-montre) et 14e étapes

  - 6e et 10e étapes du Tour de Pologne
  - 3e étape du Grand Prix Guillaume Tell
  - Tour de Bulgarie :
    - Classement général
    - 2eb, 6e, 9e et 12e étapes

  - Championnat de Tchécoslovaquie
  - GP Olympia Test
  - 3e du championnat de Pologne par équipes
  - 4e du championnat du monde sur route amateurs
- 1972
  -  Champion de Pologne du contre-la-montre en duo
  - 1rea, 2ea et 2eb étapes du Grand Prix d'Annaba
  - 1re, 6e, 7e et 10e étapes du Tour d'Algérie
  - Course de l'Amitié
  - Tour d'Eure-et-Loir
  - Grand Prix Wielkopolska
  - Grand Prix de Bielsko-Biała
  - 10e, 13e et 14e étapes de la Course de la Paix
  - Tour d'Écosse :
    - Classement général
    - 1re et 4e étapes

  - 2e de Nice-Gênes
  - 2e du Tour du Loir-et-Cher
  - 2e du championnat de Pologne sur route par équipes
  -  Médaillé d'argent du contre-la-montre par équipes aux Jeux olympiques
- 1973
  -  Champion du monde sur route amateurs
  -  Champion du monde du contre-la-montre par équipes
  - 1 étape du Grand Prix d'Annaba
  - Prix Dziennik Łódzki
  - Course de l'Amitié
  - Tour de Thiersee
  - Grand Prix de Plovdiv
  - Course de la Paix :
    - Classement général
    - Prologue, 3e et 8ea (contre-la-montre) étapes

  - 1re (contre-la-montre), 2e, 4e, 6e (contre-la-montre) et 11e étapes du Tour de Pologne
  - 2e du Circuit de la Sarthe
  - 2e du championnat de Pologne sur route
  - 2e du championnat de Pologne du contre-la-montre par équipes
  - 2e du championnat de Pologne du contre-la-montre en duo
  - 2e du Tour de Pologne
  - 3e du Tour d'Algérie
  - 3e du Tour du Vaucluse
  - 3e du championnat de Pologne du contre-la-montre
- 1974
  -  Champion de Pologne sur route
  -  Champion de Pologne de la montagne
  - 5e étape de la Milk Race
  - Tour of Malopolska
  - Varsovie-Łódź
  - Grand Prix de Głos Koszaliński
  - 5e étape du Trophée Peugeot de l'Avenir
  - 4ea et 4eb étapes du Tour de Tolède
  - Tour du Limousin :
    - Classement général
    - 6e et 7e étapes

  - 6e et 11e étapes du Tour de Pologne
  - 2e de la Milk Race
  -  Médaillé d'argent au championnat du monde sur route amateurs
  - 3e du championnat de Pologne du contre-la-montre par équipes
- 1975
  -  Champion du monde du contre-la-montre par équipes
  -  Champion de Pologne sur route
  -  Champion de Pologne du contre-la-montre en duo
  -  Champion de Pologne du contre-la-montre par équipes
  - 4e étape du Circuit de la Sarthe
  - 4e étape du Grand Prix de Québec
  - Archer Grand Prix
  - Course de la Paix :
    - Classement général
    - 8e étape

  - 2e et 4e étapes du Tour d'Écosse
  - Prix Dziennik Łódzki
  - Pernod Beaconsfield
  - Anneau d'Or de Cracovie
  - Grand Prix d'Unna
  - 2e du championnat de Pologne de la montagne
  - 2e du Tour d'Écosse
  - 3e du Tour du Loir-et-Cher
- 1976
  -  Champion de Pologne du contre-la-montre par équipes
  - 1rea, 1reb, 2e et 5eb étapes du Grand Prix d'Annaba
  - 7ea étape de la Semaine cycliste bergamasque
  - 2e, 3e et 10e étapes de la Milk Race
  - Grand Prix de Genève
  - 2e du championnat de Pologne de la montagne
  -  Médaillé d'argent du contre-la-montre par équipes aux Jeux olympiques
  - 3e du championnat de Pologne sur route
- 1977
  - Tour de Basse-Autriche
  - Tour de Turquie
  - Circuit de Mon
  - Tour of Malopolska
  - Dookoła Mazowsza
  - Prix de la Montagne du Sud
  - Tour de Cologne amateurs
  - 1re étape de la Milk Race
- 1978
  -  Champion de Pologne sur route
  - 2e, 5e, 7e et 8e (contre-la-montre) étapes du Tour d'Autriche
  - Dookoła Mazowsza :
    - Classement général
    - 1re et 4e étapes

  - Oster Radrennen
  - Grand Prix Grody Piastowskie
  - Anneau d'Or de Cracovie
  - Grand Prix de Varèse
  - 2e du championnat de Pologne du contre-la-montre en duo
  - 3e du championnat de Pologne sur route par équipes
- 1979
  -  Champion de Pologne sur route
  - Tour d'Égypte
  - 4e étape du Tour du Táchira
  - Grand Prix d'Annaba
  - Grand Prix Wielkopolska
  - 2e étape du Tour de Basse-Saxe
  - 8e et 9e étapes du Tour de Pologne
  - 3e étape du Dookoła Mazowsza
  - 2e du championnat de Pologne du contre-la-montre par équipes
  - 8e du championnat du monde sur route amateurs
- 1980
  -  Champion de Pologne du contre-la-montre en duo
  - 5e étape du Tour de Basse-Saxe
  - 2e étape du Tour d'Autriche
  - Circuit de Mon
  - Grand Prix de Włocławek
  - 2e du Dookoła Mazowsza
- 1981
  - 6e étape de l'Olympia's Tour
  - Grand Prix Grody Piastowskie :
    - Classement général
    - 2e et 3e épreuves

  - La Nivernaise
  - Prix de La Charité-sur-Loire
  - Grand Prix de l'Équipe et du CV 19e
  - Prix des Vins Nouveaux
  - Flèche d'or (avec Tadeusz Mytnik)
  - 3e du championnat de Pologne du contre-la-montre en duo
  - 3e du Grand Prix de Villapourçon
- 1982
  - Grand Prix des Foires d'Orval
- 1983
  - 2e étape du Grand Prix de Piaseczno
  - 2e étape du Dookoła Mazowsza
  - 3e du Dookoła Mazowsza
- 1984
  - Memorial im. J. Grundmanna J. Wizowskiego
  - 1re étape du Tour de Pologne